# La Chapelle-Saint-Martin-en-Plaine
La Chapelle-Saint-Martin-en-Plaine is een gemeente in het Franse departement Loir-et-Cher (regio Centre-Val de Loire) en telt 612 inwoners (2005). De plaats maakt deel uit van het arrondissement Blois.

## Geografie
De oppervlakte van La Chapelle-Saint-Martin-en-Plaine bedraagt 23,0 km², de bevolkingsdichtheid is 26,6 inwoners per km².
De onderstaande kaart toont de ligging van La Chapelle-Saint-Martin-en-Plaine met de belangrijkste infrastructuur en aangrenzende gemeenten.

## Demografie
Onderstaande figuur toont het verloop van het inwonertal (bron: INSEE-tellingen).